# Котовская, Адиля Равгатовна
Адиля Равгатовна Котовская (22 октября 1927, Самарканд — 29 марта 2020) — советский и российский врач и физиолог.
Доктор медицинских наук, профессор, заведующая лабораторией физиологии ускорений Института медико-биологических проблем. Действительный член Международной академии астронавтики. Лауреат диплома именной премии РАМН имени В. В. Парина.

## Биография

### Образование
Выпускница 1945 года школы № 2 им. Короленко в Ногинске.
Окончила 1-й Московский медицинский институт им. И. М. Сеченова и затем аспирантуру при кафедре нормальной физиологии (в 1955 году), защитила кандидатскую диссертацию.

### Карьера
Поступила на работу в Научно-исследовательский испытательный институт авиационной медицины (НИИИАМ) ВВС — с 1956 года в качестве младшего научного сотрудника, впоследствии —старшего научного сотрудника.

### Советская космическая программа
После окончания аспирантуры Адиля Равгатовна познакомилась с Владимиром Ивановичем Яздовским и Олегом Георгиевичем Газенко, которым был необходим опытный физиолог. В это время в Институте авиационной медицины формировался специальный отдел. По словам А. Р. Котовской, ей не смогли подробно объяснить, чем будут заниматься сотрудники отдела, так как все хранилось в строжайшей секретности. Тема диссертации Котовской, связанная с физиологией животных (собак), отлично подходила для подготовки первых собак к полету в космос. Через полгода Адиля Котовская начала работу в особо засекреченном восьмом отделе Института.
Став старшим научным сотрудником, Адиля Котовская была рекомендована руководством института в Межведомственный научно-технический совет по космическим исследованиям.
Первому полету человека в космос предшествовала широкая программа биологических экспериментов на геофизических ракетах с животными. Адиля Котовская приняла активное участие в подготовке собаки Лайки к полёту в космос.
Вместе с Павлом Михайловичем Суворовым Адиля Котовская участвовала в выполнении двух важнейших научно-исследовательских тем: отбора человека для полета в космос и подготовка человека к первому космическому полету. В рамках этих тем были проработаны принципы построения схем и режимов, а также ключевые критерии и подходы к отбору кандидатов. Адиля Равгатовна приняла непосредственное участие в отборе и подготовке к полетам первого отряда космонавтов.

Изобретатель медицинских приборов И. Т. Акулиничев, специалист в области воздействия перегрузок на человека А. Р. Котовская и Ф. Д. Горбов (на заднем плане) проводят обследование Ю. Гагарина

Адиля Равгатовна вспоминала качества кандидата в космонавты и впоследствии первого человека в космосе Юрия Алексеевича Гагарина:

 Юра Гагарин производил на меня очень приятное впечатление. Чем? Он был всегда ровным, уравновешенным, спокойным, улыбчивым. Но если мы ему задавали серьёзные вопросы, то он всегда обдумывал свой ответ. Был всегда любезен и любим моим персоналом и лаборантами. Юра был мудрый. В нём были заложены черты будущего лидера: он мог подойти к любому из своих товарищей по новой работе, сделать замечание — он мог себе это позволить, хотя они все были равны между собой. 
Адиля Равгатовна входила в состав медицинской группы, проводившей наблюдения за первой шестеркой космонавтов в преддверии первого полета человека в космос, в том числе и предполетный медицинский осмотр 11 апреля.
За достижения в подготовке первого космического полета человека Адиля Котовская была награждена Орденом Трудового Красного Знамени.

### Дальнейшая жизнь
В 1971 г. защитила докторскую диссертацию «Переносимость человеком нагрузок применительно к практике космических полетов».
С 1973 г. работала в Институте медико-биологических проблем. Член диссертационного совета Д 002.111.01 при ИМБП.
Входила в организационный и программный комитеты Космического форума 2011, посвященного 50-летию полёта в космос Ю. А. Гагарина.
Член Международного общества гравитационной физиологии (ISGP).
Под началом А. Р. Котовской защищены докторская и восемь кандидатских диссертаций.
Член редакционного совета журнала «Авиакосмическая и экологическая медицина».
Скончалась в Москве, урна с её прахом захоронена на Ваганьковском кладбище города Москвы, в могиле родителей и мужа на участке 33.

## Награды и премии
Награждена двумя орденами Трудового Красного Знамени, орденом Дружбы, медалью «За доблестный труд» (2005), юбилейной медалью «60 лет победы в Великой Отечественной войне 1941—1945 гг.», медалями «Ветеран космонавтики России», «Ветеран труда», медалями ВДНХ и Федерации космонавтики СССР и РФ, знаком «Отличник здравоохранения», медалями Чехословацкой академии наук, ГДР, Польши, Национального центра космических исследований Франции. Офицер французского ордена «За заслуги».
Также отмечена 2012 Life Sciences Award Международной академии астронавтики.
Почетный гражданин французского г. Тулузы.

## Научные работы
Автор более 280 научных работ и пяти изобретений.
- Котовская А. Р., Виль-Вильямс И. Ф. Центрифуга короткого радиуса: история и перспективы использования в практике космонавтики и здравоохранения : Обзор // «Авиакосмическая и экологическая медицина». 2004, № 5.
- Котовская А. Р., Виль-Вильямс И. Ф., Фомина Г. А. Взаимосвязь физиологических реакций космонавтов при действии перегрузок +Gz на участке спуска с орбиты на Землю с гемодинамическими перестройками в условиях кратковременной невесомости // «Авиакосмическая и экологическая медицина». 2005, № 2.
- Котовская А. Р. Проблема искусственной гравитации, состояние и перспективы // «Авиакосмическая и экологическая медицина». 2008, Т. 42, № 6.
- Котовская А. Р. Фомина Г. А. Особенности адаптации и дезадаптации сердечно-сосудистой системы человека в условиях космического полета // Физиология человека. 2010. Т.36. № 2. С. 78-86.
- Котовская А. Р. Непрошедшее время / Адиля Котовская; под общ. ред. А. И. Григорьева. JVL, Фирма «Слово», 2012, 200 с.
- Котовская А. Р., Фомина Г. А., Сальников А. В. Нормальные значения основных показателей состояния вен нижних конечностей у российских космонавтов перед полетом и у здоровых нетренированных лиц // «Авиакосмическая и экологическая медицина». 2015 г. № 1.
- Котовская А. Р., Фомина Г. А., Алферова И. В., Сальников А. В. Прогнозирование ортостатической устойчивости космонавтов в невесомости по состоянию вен нижних конечностей в течение 6-месячных космических полетов // «Авиакосмическая и экологическая медицина». 2016 г. № 3.
- Котовская А. Р. Переносимость человеком перегрузок в космических полетах и искусственная гравитация: Обзор // «Авиакосмическая и экологическая медицина». 2017 г. № 5.